# Ambasada RP w Buenos Aires
Ambasada Rzeczypospolitej Polskiej w Buenos Aires (hisz. Embajada de la República de Polonia en Buenos Aires) – polska misja dyplomatyczna w stolicy Argentyny.

## Stosunki dwustronne
Ambasador RP w Buenos Aires akredytowany jest również w Republice Paragwaju i we Wschodniej Republice Urugwaju.
Polska stosunki dyplomatyczne z Urugwajem nawiązała w 1920, z Argentyną w 1922, a z Paragwajem w 1925.

## Siedziba
Ambasada od 1958 znajduje się w Palacio Lanus. Budynek zbudowany został w 1912 przez Eduardo Maríę Lanúsa oraz Paula Hary'ego na podstawie planów sporządzonych przez Francuza René Sergenta. Budynek znajduje się przy ulicy A.M. Aguado znajdującej się w dzielnicy Palermo.
Palacio Lanus posiada klasycystyczną fasadę z kolumnami korynckimi i balustradami z kutego żelaza. Budowla reprezentuje charakterystyczny dla epoki eklektyczny styl z francuskimi wpływami. Trójkondygnacyjna struktura pokryta jest mansardą. Przed drzwiami głównymi znajduje się podjazd oraz dwie bramy: wjazdowa i wyjazdowa. W 2018 po lewej stronie budynku postawiono popiersie Ignacego Jana Paderewskiego dłuta Jorge Bianchi, wnuka polskich emigrantów.
Wnętrze budynku w sporej części wykonano ze szlachetnego kamienia (m.in. białego marmuru karraryjskiego i czerwonego marmuru z Bilbao) i drewna. Na parterze znajdują się: salony reprezentacyjne, pokój muzyczny, biblioteczka oraz jadalnia. W pałacu zachowała się oryginalna winda, łącząca wszystkie kondygnacje budynku. Przynależący do nieruchomości ogród urządzono w stylu francuskim.

## Struktura placówki
- Wydział Polityczno-Ekonomiczny
- Wydział Konsularny
- Wydział Administracyjno-Finansowy
- Regionalny Administrator Systemów Teleinformatycznych

## Konsulaty honorowe RP
Konsulaty honorowe RP na terenie działalności ambasady:
- Argentyna:
  - Oberá
  - Rosario
- Paragwaj:
  - Asunción
- Urugwaj:
  - Montevideo

## Galeria

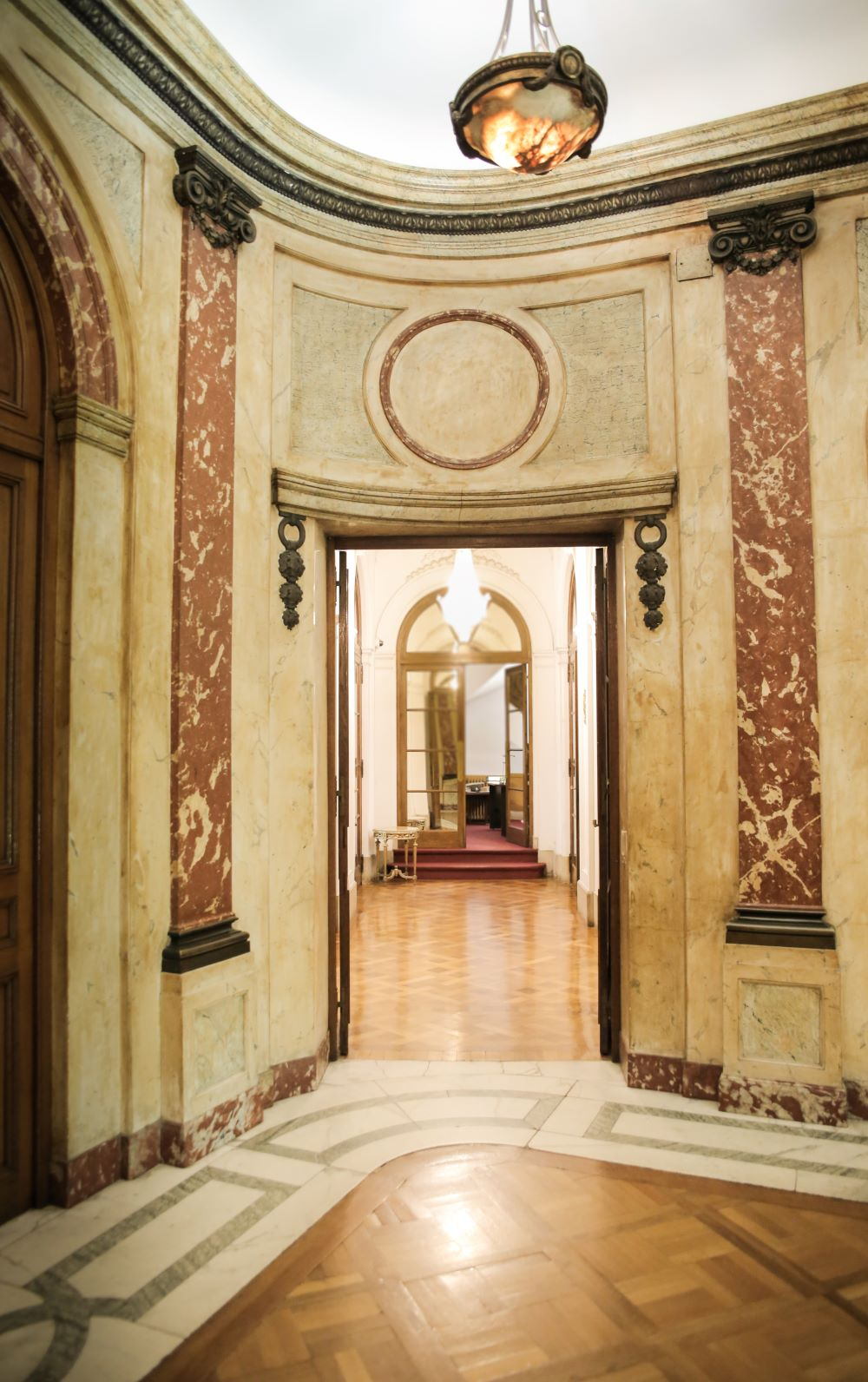
Wnętrze Ambasady
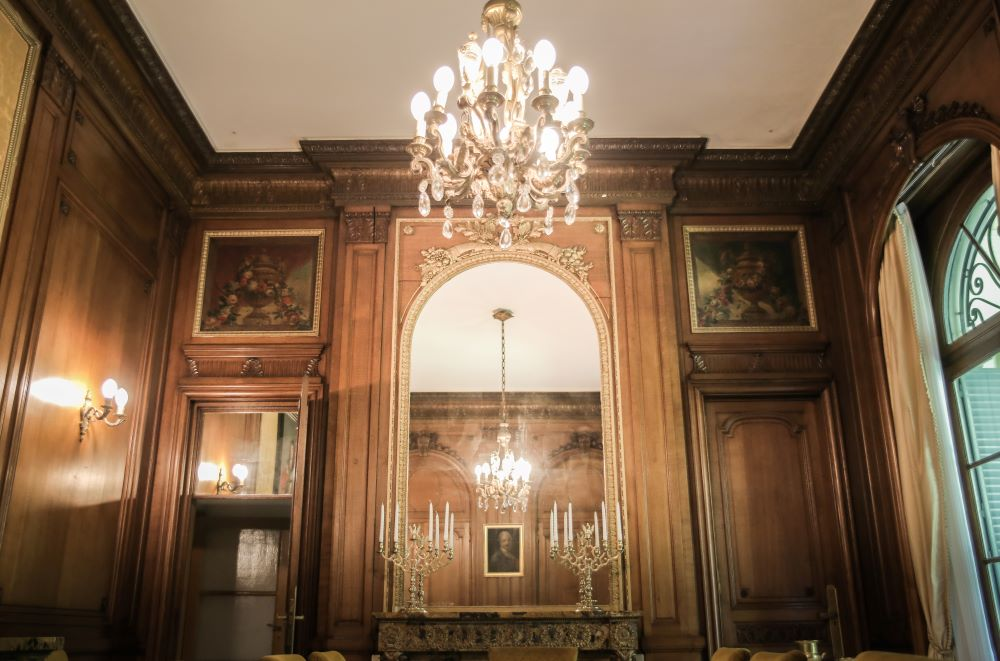
Wnętrze Ambasady
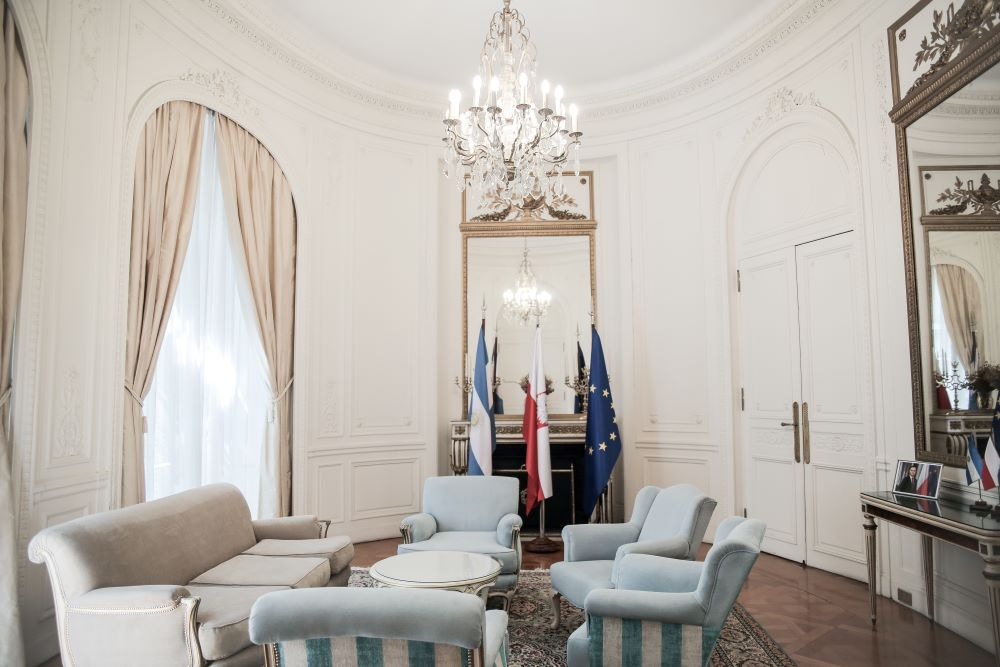
Wnętrze Ambasady
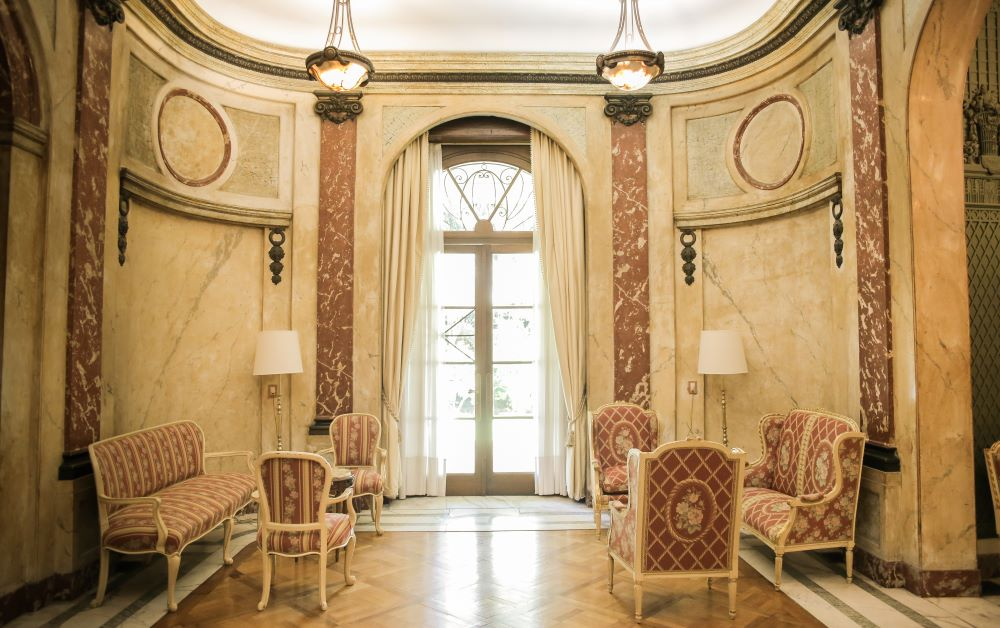
Wnętrze Ambasady